# Lijst van burgemeesters van Budel
Dit is een lijst van burgemeesters van de voormalige Nederlandse gemeente Budel. Op 1 januari 1997 fuseerde Budel met een groot deel van de gemeente Maarheeze tot de gemeente Cranendonck (tot 28 januari 1998 nog officieel 'gemeente Budel').
| Ambtsperiode                                                     | Naam burgemeester                                      | Partij of stroming | Bijzonderheden                             |
| ---------------------------------------------------------------- | ------------------------------------------------------ | ------------------ | ------------------------------------------ |
| ??                                                               | ??                                                     |                    |                                            |
| 1825 - 1853                                                      | Joannes Matheus Goijarts                               |                    |                                            |
| 1853 - 1899                                                      | J.C.A. (Joannes Cornelus Alexander) Rutten (1823-1910) |                    | opgevolgd door zijn zoon                   |
| 1899 - 1910                                                      | G.A. (Godefridus Antonius) Rutten (1858-1910)          |                    | opvolger van zijn vader                    |
| 1910 - 1919                                                      | C.W.A. van Uden                                        |                    |                                            |
| 1919 - 1926                                                      | H.J.C. van Ginneken                                    |                    |                                            |
| 1927 - 1943                                                      | J.J.W. van Hout                                        |                    |                                            |
| 1943                                                             | G.J.A. Manders                                         |                    | waarnemend, tevens burgemeester van Leende |
| 1943 - 1944                                                      | Alphons (A.) Bouwman                                   | NSB                |                                            |
| 1944? - 1946                                                     | J.J.W. van Hout                                        |                    | later burgemeester van Vlijmen             |
| 1947 - 1951                                                      | Adriaan (A.G.J.) Ras                                   |                    |                                            |
| 1952 - 1958                                                      | Cornelis (C.J.J.) Remmen                               |                    | vanaf juni 1958 waarnemend                 |
| 1958 - 1970                                                      | Harrie (H.J.J.) Derckx                                 | KVP                |                                            |
| 1971 - 1987                                                      | J.A.M. Boudrie                                         | KVP / CDA          |                                            |
| 1987 - 1991                                                      | Drs Dick (Th.E.M.) Wijte                               | CDA                | later burgemeester van IJsselstein (U)     |
| 1992                                                             | Ans (A.B.) de Jong-Crajé                               | VVD                | waarnemend                                 |
| 1992 - 1997                                                      | Henk (H.W.H.) Krijgsman                                | VVD                |                                            |
| Fusiegemeente Budel vanaf 28 januari 1998 'gemeente Cranendonck' |                                                        |                    |                                            |
| 1997 - (2002)                                                    | John (J.A.) Jorritsma                                  | VVD                |                                            |
| vervolg zie: Lijst van burgemeesters van Cranendonck             |                                                        |                    |                                            |